# يوهان كريستيان ليمان
يوهان كريستيان ليمان (بالألمانية: Johann Christian Lehmann) (و. 1675 – 1739 م) هو فيزيائي، وأستاذ جامعي من ألمانيا . ولد في باوتسن.
وكان عضواً في الأكاديمية البروسية للعلوم .
توفي في لايبزيغ ، عن عمر يناهز 64 عاماً.